# Elezioni amministrative in Italia del 1996
Le elezioni amministrative in Italia del 1996 si sono tenute il 9 giugno (primo turno) e il 23 giugno (secondo turno), nonché il 17 novembre (primo turno) e il 1º dicembre (secondo turno).

## Sintesi
| Regione   | Comune    | Sindaco uscente | Sindaco uscente         | Sindaco eletto | Sindaco eletto                | Primo turno | Primo turno | Secondo turno | Secondo turno | Seggi   |
| Regione   | Comune    | Sindaco uscente | Sindaco uscente         | Sindaco eletto | Sindaco eletto                | Voti        | %           | Voti          | %             | Seggi   |
| --------- | --------- | --------------- | ----------------------- | -------------- | ----------------------------- | ----------- | ----------- | ------------- | ------------- | ------- |
| Lombardia | Lodi      |                 | Maria Lanteri           |                | Aurelio Ferrari (PPI)         | 10.053      | 37,63%      | 12.588        | 58,84%        | 24 / 40 |
| Lombardia | Mantova   |                 | Raffaele Pisasale       |                | Gianfranco Burchiellaro (PDS) | 12.511      | 42,14%      | 14.120        | 65,61%        | 24 / 40 |
| Lombardia | Pavia     |                 | Rodolfo Jannaccone (LN) |                | Andrea Albergati (PPI)        | 19.902      | 41,17%      | 22.832        | 60,73%        | 24 / 40 |
| Puglia    | Brindisi  |                 | Isabella Giannolla      |                | Lorenzo Maggi (CDU)           | 26.186      | 50,30%      | —             | —             | 24 / 40 |
| Puglia    | Taranto   |                 | Giancarlo Cito (LAM)    |                | Gaetano De Cosmo (LAM)        | 62.947      | 49,57%      | 60.804        | 54,83%        | 24 / 40 |
| Campania  | Benevento |                 | Pasquale Viespoli (AN)  |                | Pasquale Viespoli (AN)        | 14.025      | 32,59%      | 14.771        | 57,68%        | 24 / 40 |

## Elezioni comunali del 9 giugno

### Lombardia

#### Lodi
| Candidati                     | Candidati                  | II turno             | II turno             | I turno | I turno | Liste                                | Voti   | %     | Seggi |
| Candidati                     | Candidati                  | Voti                 | %                    | Voti    | %       | Liste                                | Voti   | %     | Seggi |
| ----------------------------- | -------------------------- | -------------------- | -------------------- | ------- | ------- | ------------------------------------ | ------ | ----- | ----- |
|                               | Aurelio Ferrari ✔️ Sindaco | 12 588               | 58,84                | 10 053  | 37,63   | Partito Democratico della Sinistra   | 4 317  | 19,21 | 14    |
| Partito Popolare Italiano     | Aurelio Ferrari ✔️ Sindaco | 12 588               | 58,84                | 10 053  | 37,63   | 2 699                                | 12,01  | 8     |       |
| Rinnovamento Italiano         | Aurelio Ferrari ✔️ Sindaco | 12 588               | 58,84                | 10 053  | 37,63   | 554                                  | 2,47   | 1     |       |
| Socialisti Italiani           | Aurelio Ferrari ✔️ Sindaco | 12 588               | 58,84                | 10 053  | 37,63   | 526                                  | 2,34   | 1     |       |
|                               | Italo Minojetti            | 8 807                | 41,16                | 7 128   | 26,68   | Forza Italia                         | 4 176  | 18,58 | 5     |
| Alleanza Nazionale            | Italo Minojetti            | 8 807                | 41,16                | 7 128   | 26,68   | 1 404                                | 6,25   | 1     |       |
| Seggio di coalizione          | Seggio di coalizione       | Seggio di coalizione | 41,16                | 7 128   | 26,68   | 1                                    |        |       |       |
|                               | Andrea Gibelli             | Andrea Gibelli       | Andrea Gibelli       | 4 306   | 16,12   | Lega Nord                            | 3 895  | 17,33 | 4     |
| Seggio di coalizione          | Seggio di coalizione       | Seggio di coalizione | Andrea Gibelli       | 4 306   | 16,12   | 1                                    |        |       |       |
|                               | Ivo Batà                   | Ivo Batà             | Ivo Batà             | 1 686   | 6,31    | Partito della Rifondazione Comunista | 1 556  | 6,92  | 1     |
| Seggio di coalizione          | Seggio di coalizione       | Seggio di coalizione | Ivo Batà             | 1 686   | 6,31    | 1                                    |        |       |       |
|                               | Irenea Moiraghi            | Irenea Moiraghi      | Irenea Moiraghi      | 1 463   | 5,48    | CCD - CDU (A)                        | 1 382  | 6,15  | –     |
| Seggio di coalizione          | Seggio di coalizione       | Seggio di coalizione | Irenea Moiraghi      | 1 463   | 5,48    | 1                                    |        |       |       |
|                               | Giuliana Cominetti         | Giuliana Cominetti   | Giuliana Cominetti   | 1 216   | 4,55    | Alleanza per Lodi                    | 1 207  | 5,37  | –     |
| Seggio di coalizione          | Seggio di coalizione       | Seggio di coalizione | Giuliana Cominetti   | 1 216   | 4,55    | 1                                    |        |       |       |
|                               | Chiara Ossola              | Chiara Ossola        | Chiara Ossola        | 606     | 2,27    | Lodi Europa                          | 544    | 2,42  | –     |
|                               | Gianmario Invernizzi       | Gianmario Invernizzi | Gianmario Invernizzi | 255     | 0,95    | Movimento Sociale Fiamma Tricolore   | 211    | 0,94  | –     |
| Totale                        | Totale                     | 21 395               | 100                  | 26 713  | 100     |                                      | 22 471 | 100   | 40    |
|                               |                            |                      |                      |         |         |                                      |        |       |       |
| Fonte: Ministero dell'interno |                            |                      |                      |         |         |                                      |        |       |       |

#### Mantova
| Candidati                     | Candidati                          | II turno                    | II turno                    | I turno | I turno | Liste                                | Voti   | %     | Seggi |
| Candidati                     | Candidati                          | Voti                        | %                           | Voti    | %       | Liste                                | Voti   | %     | Seggi |
| ----------------------------- | ---------------------------------- | --------------------------- | --------------------------- | ------- | ------- | ------------------------------------ | ------ | ----- | ----- |
|                               | Gianfranco Burchiellaro ✔️ Sindaco | 14 120                      | 65,61                       | 12 511  | 42,14   | Partito Democratico della Sinistra   | 6 225  | 25,65 | 15    |
| Partito Popolare Italiano     | Gianfranco Burchiellaro ✔️ Sindaco | 14 120                      | 65,61                       | 12 511  | 42,14   | 2 127                                | 8,76   | 5     |       |
| Lista Civica per Mantova      | Gianfranco Burchiellaro ✔️ Sindaco | 14 120                      | 65,61                       | 12 511  | 42,14   | 1 582                                | 6,52   | 4     |       |
|                               | Stefania Concordati                | 7 401                       | 34,39                       | 6 865   | 23,12   | Forza Italia - CCD - CDU             | 3 583  | 14,76 | 4     |
| Alleanza Nazionale            | Stefania Concordati                | 7 401                       | 34,39                       | 6 865   | 23,12   | 1 488                                | 6,13   | 2     |       |
| Seggio di coalizione          | Seggio di coalizione               | Seggio di coalizione        | 34,39                       | 6 865   | 23,12   | 1                                    |        |       |       |
|                               | Cataldo Giosuè                     | Cataldo Giosuè              | Cataldo Giosuè              | 4 303   | 14,49   | Lega Nord                            | 3 878  | 15,98 | 4     |
| Seggio di coalizione          | Seggio di coalizione               | Seggio di coalizione        | Cataldo Giosuè              | 4 303   | 14,49   | 1                                    |        |       |       |
|                               | Claudio Balestrieri                | Claudio Balestrieri         | Claudio Balestrieri         | 2 031   | 6,84    | Partito della Rifondazione Comunista | 1 788  | 7,37  | 1     |
| Seggio di coalizione          | Seggio di coalizione               | Seggio di coalizione        | Claudio Balestrieri         | 2 031   | 6,84    | 1                                    |        |       |       |
|                               | Maurizio Sali                      | Maurizio Sali               | Maurizio Sali               | 1 315   | 4,43    | Verdi - Democratici per Mantova      | 1 231  | 5,07  | –     |
| Seggio di coalizione          | Seggio di coalizione               | Seggio di coalizione        | Maurizio Sali               | 1 315   | 4,43    | 1                                    |        |       |       |
|                               | Roberto Vassalle                   | Roberto Vassalle            | Roberto Vassalle            | 991     | 3,34    | S.O.S. Mantova                       | 871    | 3,59  | –     |
| Seggio di coalizione          | Seggio di coalizione               | Seggio di coalizione        | Roberto Vassalle            | 991     | 3,34    | 1                                    |        |       |       |
|                               | Luigi Lui                          | Luigi Lui                   | Luigi Lui                   | 752     | 2,53    | Rinnovamento Italiano                | 698    | 2,88  | –     |
|                               | Norberto Rossi                     | Norberto Rossi              | Norberto Rossi              | 653     | 2,20    | Socialisti per Mantova               | 564    | 2,32  | –     |
|                               | Claudio Bondioli Bettinelli        | Claudio Bondioli Bettinelli | Claudio Bondioli Bettinelli | 268     | 0,90    | Mantova Alternativa                  | 236    | 0,97  | –     |
| Totale                        | Totale                             | 21 521                      | 100                         | 29 689  | 100     |                                      | 24 271 | 100   | 40    |
|                               |                                    |                             |                             |         |         |                                      |        |       |       |
| Fonte: Ministero dell'interno |                                    |                             |                             |         |         |                                      |        |       |       |

1. ↑  Include candidati dei Socialisti Italiani.

#### Pavia
| Candidati                          | Candidati                   | II turno             | II turno          | I turno | I turno | Liste                                | Voti   | %     | Seggi |
| Candidati                          | Candidati                   | Voti                 | %                 | Voti    | %       | Liste                                | Voti   | %     | Seggi |
| ---------------------------------- | --------------------------- | -------------------- | ----------------- | ------- | ------- | ------------------------------------ | ------ | ----- | ----- |
|                                    | Andrea Albergati ✔️ Sindaco | 22 832               | 60,73             | 19 902  | 41,17   | Partito Democratico della Sinistra   | 11 094 | 27,14 | 17    |
| Alleanza per Pavia (PPI - SI - RI) | Andrea Albergati ✔️ Sindaco | 22 832               | 60,73             | 19 902  | 41,17   | 3 586                                | 8,77   | 5     |       |
| Federazione dei Verdi              | Andrea Albergati ✔️ Sindaco | 22 832               | 60,73             | 19 902  | 41,17   | 1 247                                | 3,05   | 2     |       |
|                                    | Giuseppe Rossetti           | 14 762               | 39,27             | 17 318  | 35,82   | Forza Pavia (FI - CCD - CDU)         | 10 365 | 25,36 | 7     |
| Alleanza Nazionale                 | Giuseppe Rossetti           | 14 762               | 39,27             | 17 318  | 35,82   | 4 268                                | 10,44  | 2     |       |
| Seggio di coalizione               | Seggio di coalizione        | Seggio di coalizione | 39,27             | 17 318  | 35,82   | 1                                    |        |       |       |
|                                    | Maurilio Frigerio           | Maurilio Frigerio    | Maurilio Frigerio | 7 396   | 15,30   | Lega Nord                            | 6 912  | 16,91 | 3     |
| Seggio di coalizione               | Seggio di coalizione        | Seggio di coalizione | Maurilio Frigerio | 7 396   | 15,30   | 1                                    |        |       |       |
|                                    | Adolfo Fantoni              | Adolfo Fantoni       | Adolfo Fantoni    | 3 730   | 7,72    | Partito della Rifondazione Comunista | 3 398  | 8,31  | 1     |
| Seggio di coalizione               | Seggio di coalizione        | Seggio di coalizione | Adolfo Fantoni    | 3 730   | 7,72    | 1                                    |        |       |       |
| Totale                             | Totale                      | 37 594               | 100               | 48 346  | 100     |                                      | 40 870 | 100   | 40    |
|                                    |                             |                      |                   |         |         |                                      |        |       |       |
| Fonte: Ministero dell'interno      |                             |                      |                   |         |         |                                      |        |       |       |

### Puglia

#### Brindisi
|                               | Lorenzo Maggi ✔️ Sindaco | 26 186               | 50,30 | Forza Italia                         | 9 432  | 19,87 | 10 |  |  |
| Alleanza Nazionale            | Lorenzo Maggi ✔️ Sindaco | 26 186               | 50,30 | 6 543                                | 13,78  | 6     |    |  |  |
| Cristiani Democratici Uniti   | Lorenzo Maggi ✔️ Sindaco | 26 186               | 50,30 | 5 079                                | 10,70  | 5     |    |  |  |
| Centro Cristiano Democratico  | Lorenzo Maggi ✔️ Sindaco | 26 186               | 50,30 | 2 520                                | 5,31   | 2     |    |  |  |
| Impegno Sociale               | Lorenzo Maggi ✔️ Sindaco | 26 186               | 50,30 | 1 050                                | 2,21   | 1     |    |  |  |
|                               | Cosimo Ennio Masiello    | 21 487               | 41,28 | Partito Democratico della Sinistra   | 8 110  | 17,08 | 6  |  |  |
| Partito Popolare Italiano     | Cosimo Ennio Masiello    | 21 487               | 41,28 | 5 200                                | 10,95  | 4     |    |  |  |
| Federazione Laburista         | Cosimo Ennio Masiello    | 21 487               | 41,28 | 2 127                                | 4,48   | 1     |    |  |  |
| Unione Democratica            | Cosimo Ennio Masiello    | 21 487               | 41,28 | 1 906                                | 4,01   | 1     |    |  |  |
| Partito Repubblicano Italiano | Cosimo Ennio Masiello    | 21 487               | 41,28 | 1 627                                | 3,43   | 1     |    |  |  |
| Seggio di coalizione          | Seggio di coalizione     | Seggio di coalizione | 41,28 | 1                                    |        |       |    |  |  |
|                               | Nicola Cesaria           | 2 980                | 5,72  | Partito della Rifondazione Comunista | 2 541  | 5,35  | 1  |  |  |
| Seggio di coalizione          | Seggio di coalizione     | Seggio di coalizione | 5,72  | 1                                    |        |       |    |  |  |
|                               | Gino Vecchio             | 846                  | 1,63  | Cristiano Sociali                    | 815    | 1,72  | –  |  |  |
|                               | Eugenio Di Bello         | 556                  | 1,07  | Movimento Sociale Fiamma Tricolore   | 529    | 1,11  | –  |  |  |
| Totale                        | Totale                   | 52 055               | 100   |                                      | 47 479 | 100   | 40 |  |  |
|                               |                          |                      |       |                                      |        |       |    |  |  |
| Fonte: Ministero dell'interno |                          |                      |       |                                      |        |       |    |  |  |

#### Taranto
| Candidati                            | Candidati                   | II turno             | II turno          | I turno | I turno | Liste                              | Voti    | %     | Seggi |
| Candidati                            | Candidati                   | Voti                 | %                 | Voti    | %       | Liste                              | Voti    | %     | Seggi |
| ------------------------------------ | --------------------------- | -------------------- | ----------------- | ------- | ------- | ---------------------------------- | ------- | ----- | ----- |
|                                      | Gaetano De Cosmo ✔️ Sindaco | 60 804               | 54,83             | 62 947  | 49,57   | Lega d'Azione Meridionale          | 33 731  | 30,21 | 15    |
| Forza Italia                         | Gaetano De Cosmo ✔️ Sindaco | 60 804               | 54,83             | 62 947  | 49,57   | 9 132                              | 8,18    | 4     |       |
| Alleanza Nazionale                   | Gaetano De Cosmo ✔️ Sindaco | 60 804               | 54,83             | 62 947  | 49,57   | 6 400                              | 5,73    | 2     |       |
| Centro Cristiano Democratico         | Gaetano De Cosmo ✔️ Sindaco | 60 804               | 54,83             | 62 947  | 49,57   | 6 364                              | 5,70    | 2     |       |
| Forza Taranto                        | Gaetano De Cosmo ✔️ Sindaco | 60 804               | 54,83             | 62 947  | 49,57   | 2 394                              | 2,14    | 1     |       |
| Ambiente Club                        | Gaetano De Cosmo ✔️ Sindaco | 60 804               | 54,83             | 62 947  | 49,57   | 1 156                              | 1,04    | –     |       |
|                                      | Ippazio Stefano             | 50 096               | 45,17             | 58 125  | 45,78   | Partito Democratico della Sinistra | 21 065  | 18,87 | 8     |
| Partito Popolare Italiano            | Ippazio Stefano             | 50 096               | 45,17             | 58 125  | 45,78   | 6 270                              | 5,62    | 2     |       |
| Taranto Domani                       | Ippazio Stefano             | 50 096               | 45,17             | 58 125  | 45,78   | 4 786                              | 4,29    | 1     |       |
| Partito della Rifondazione Comunista | Ippazio Stefano             | 50 096               | 45,17             | 58 125  | 45,78   | 3 994                              | 3,58    | 1     |       |
| Rinnovamento Taranto                 | Ippazio Stefano             | 50 096               | 45,17             | 58 125  | 45,78   | 3 360                              | 3,01    | 1     |       |
| Taranto Solidale                     | Ippazio Stefano             | 50 096               | 45,17             | 58 125  | 45,78   | 3 133                              | 2,81    | 1     |       |
| Movimento dei Comunisti Unitari      | Ippazio Stefano             | 50 096               | 45,17             | 58 125  | 45,78   | 1 730                              | 1,55    | –     |       |
| Federazione dei Verdi                | Ippazio Stefano             | 50 096               | 45,17             | 58 125  | 45,78   | 1 722                              | 1,54    | –     |       |
| Seggio di coalizione                 | Seggio di coalizione        | Seggio di coalizione | 45,17             | 58 125  | 45,78   | 1                                  |         |       |       |
|                                      | Nicola Tagliente            | Nicola Tagliente     | Nicola Tagliente  | 3 389   | 2,67    | Cristiani Democratici Uniti        | 3 678   | 3,29  | –     |
| Seggio di coalizione                 | Seggio di coalizione        | Seggio di coalizione | Nicola Tagliente  | 3 389   | 2,67    | 1                                  |         |       |       |
|                                      | Leonardo Corvace            | Leonardo Corvace     | Leonardo Corvace  | 780     | 0,61    | Rinascita Jonica                   | 911     | 0,82  | –     |
|                                      | Massimo Ravelli             | Massimo Ravelli      | Massimo Ravelli   | 535     | 0,42    | Movimento Sociale Fiamma Tricolore | 536     | 0,48  | –     |
|                                      | Annamaria Gentile           | Annamaria Gentile    | Annamaria Gentile | 517     | 0,41    | Progetto                           | 565     | 0,51  | –     |
|                                      | Camillo Dell'Anno           | Camillo Dell'Anno    | Camillo Dell'Anno | 466     | 0,37    | Mani Pulite                        | 527     | 0,47  | –     |
|                                      | Giuseppe Quaranta           | Giuseppe Quaranta    | Giuseppe Quaranta | 217     | 0,17    | Lista Quaranta                     | 184     | 0,16  | –     |
| Totale                               | Totale                      | 110 900              | 100               | 126 976 | 100     |                                    | 111 638 | 100   | 40    |
|                                      |                             |                      |                   |         |         |                                    |         |       |       |
| Fonte: Ministero dell'interno        |                             |                      |                   |         |         |                                    |         |       |       |

## Elezioni comunali del 17 novembre

### Campania

#### Benevento
| Candidati                       | Candidati                    | II turno             | II turno         | I turno | I turno | Liste                                | Voti   | %     | Seggi |
| Candidati                       | Candidati                    | Voti                 | %                | Voti    | %       | Liste                                | Voti   | %     | Seggi |
| ------------------------------- | ---------------------------- | -------------------- | ---------------- | ------- | ------- | ------------------------------------ | ------ | ----- | ----- |
|                                 | Pasquale Viespoli ✔️ Sindaco | 21 588               | 57,68            | 14 025  | 32,59   | Alleanza Nazionale                   | 7 520  | 18,21 | 12    |
|                                 | Luigi Diego Perifano         | 15 842               | 42,32            | 14 771  | 34,32   | Partito Democratico della Sinistra   | 4 877  | 11,81 | 3     |
| Socialisti Italiani - FdV       | Luigi Diego Perifano         | 15 842               | 42,32            | 14 771  | 34,32   | 4 329                                | 10,48  | 3     |       |
| RI - PSDI - PRI                 | Luigi Diego Perifano         | 15 842               | 42,32            | 14 771  | 34,32   | 4 198                                | 10,16  | 3     |       |
| Partito Popolare Italiano       | Luigi Diego Perifano         | 15 842               | 42,32            | 14 771  | 34,32   | 4 052                                | 9,81   | 2     |       |
| Seggio di coalizione            | Seggio di coalizione         | Seggio di coalizione | 42,32            | 14 771  | 34,32   | 1                                    |        |       |       |
|                                 | Bruno Camilleri              | Bruno Camilleri      | Bruno Camilleri  | 11 635  | 27,03   | Centro Cristiano Democratico         | 6 909  | 16,73 | 4     |
| Forza Italia (A)                | Bruno Camilleri              | Bruno Camilleri      | Bruno Camilleri  | 11 635  | 27,03   | 4 295                                | 10,40  | 6     |       |
| Cristiani Democratici Uniti (B) | Bruno Camilleri              | Bruno Camilleri      | Bruno Camilleri  | 11 635  | 27,03   | 3 073                                | 7,44   | 5     |       |
| Seggio di coalizione            | Seggio di coalizione         | Seggio di coalizione | Bruno Camilleri  | 11 635  | 27,03   | 1                                    |        |       |       |
|                                 | Fernando Goglia              | Fernando Goglia      | Fernando Goglia  | 2 121   | 4,93    | Partito della Rifondazione Comunista | 1 420  | 3,44  | –     |
|                                 | Umberto Perrotta             | Umberto Perrotta     | Umberto Perrotta | 486     | 1,13    | Lega d'Azione Meridionale            | 629    | 1,52  | –     |
| Totale                          | Totale                       | 37 430               | 100              | 43 038  | 100     |                                      | 41 302 | 100   | 40    |
|                                 |                              |                      |                  |         |         |                                      |        |       |       |
| Fonte: Ministero dell'interno   |                              |                      |                  |         |         |                                      |        |       |       |